# 아무르주의 행정 구역
다음은 러시아의 아무르주의 행정 구역에 관한 설명이다.
- 주 지정 도시
  - 블라고베셴스크 시 (Благовещенск) (중심지)
  - 치올콥스키 시 (Циолковский) (폐쇄 도시)
  - 벨로고르스크 시 (Белогорск)
  - 라이치힌스크 시 (Райчихинск)
    - 노보라이치힌스크 (Новорайчихинск)

  - 시마놉스크 시 (Шимановск)
  - 스보보드니 시 (Свободный)
  - 틴다 시 (Тында)
  - 제야 시 (Зея)
  - 프로그레스 (Прогресс)
- 군
  - 아르하린스키군 (Архаринский)
    - 아르하라 (Архара)

  - 벨로고르스키군 (Белогорский)
  - 블라고베셴스키군 (Благовещенский)
  - 부레이스키군 (Бурейский)
    - 부레야 (Бурея)
    - 노보부레이스키 (Новобурейский)
    - 탈라칸 (Талакан)

  - 이바놉스키군 (Ивановский)
  - 콘스탄티놉스키군 (Константиновский)
  - 마그다가친스키군 (Магдагачинский)
    - 마그다가치 (Магдагачи)
    - 시바키 (Сиваки)
    - 우슈문 (Ушумун)

  - 마자놉스키군 (Мазановский)
  - 미하일롭스키군 (Михайловский)
  - 옥탸브리스키군 (Октябрьский)
  - 롬넨스키군 (Ромненский)
  - 셀렘진스키군 (Селемджинский)
    - 예킴찬 (Экимчан)
    - 페브랄스크 (Февральск)
    - 코볼도 (Коболдо)
    - 오고자 (Огоджа)
    - 토쿠르 (Токур)
    - 즐라토우스톱스크 (Златоустовск)

  - 세리솁스키군 (Серышевский)
    - 세리셰보 (Серышево)

  - 시마놉스키군 (Шимановский)
  - 스코보로딘스키군 (Сковородинский)
    - 스코보로디노 시 (Сковородино)
    - 우루샤 (Уруша)
    - 예로페이파블로비치 (Ерофей Павлович)

  - 스보보드넨스키군 (Свободненский)
  - 탐봅스키군 (Тамбовский)
  - 틴딘스키군 (Тындинский)
  - 자비틴스키군 (Завитинский)
    - 자비틴스크 시 (Завитинск)

  - 제이스키군 (Зейский)